# Denisa Dvořáková
Denisa Dvořáková (* 28. květen 1991 Praha) je česká topmodelka, která v roce 2006 vyhrála světové finále soutěže Elite Model Look.

## Biografie
Narodila se v květnu 1991 v Praze.
V roce 2007 absolvovala základní školu Campanus. Poté studovala dva ročníky na střední ekonomické škole. Po vítězství v Elite Model Look školu přerušila a naplno se věnovala modelingu. Na dva roky se přestěhovala do New Yorku. Sedm let žila v Bratislavě, odkud cestovala po celém světě za prací a kde dokončila střední školu OA. Teď[kdy?] žije opět v Praze.

### Modelingová kariéra
V roce 2006 vyhrála české a světové finále modelingové soutěže Elite Model Look.
Poté se objevila na titulních stránkách módních časopisů Vogue Italia, Dazed & Confused či Vogue Espana. Jako modelka předváděla modely na Fashion Week v New Yorku, Miláně, Paříži, Londýně či Madridu, a to pro Versaceho, Chanel nebo Karla Lagerfelda. Byla tváří značek Dolce & Gabbana, Versace Jeans či Chloé.
V letech 2018, 2019 a 2020 byla ambasadorkou pro soutěž Elite Model Look.
Její mateřskou modelingovou agenturou je Elite Prague. Dále je zastupovaná agenturami jako Woman 360 Paris, Why Not Model Management Milan nebo Elite London.